# Blunt Force Trauma
Blunt Force Trauma — второй студийный альбом группы Cavalera Conspiracy. Вышел 28 марта 2011 года на лейбле Roadrunner Records.

## История создания
Альбом Blunt Force Trauma записывался в сотрудничестве с продюсером Логаном Мейдером. Он же работал над дебютной пластинкой группы Inflikted, которая разошлась в США тиражом около 50 тыс. экземпляров с момента выхода в марте 2008 года.
В своем интервью австралийскому радиошоу «The Racket» Макс Кавалера сообщил о втором альбоме своего коллектива следующее: «Да, мы сделали его в мае, так что я вернулся из студии только недавно. Всё уже полностью готово, мы записали 15 композиций, из которых 13 треков войдут на альбом, а остальные два — это кавер-версия песни „Electric Funeral“ группы Black Sabbath, которая войдет в сборник журнала Metal Hammer в Европе, и кавер-версия композиции Black Flag „Six Pack“. Мы также сотрудничали с Роджером Миретом (Roger Miret) из группы Agnostic Front: он исполнил вокальную партию в песне „Lynch Mob“, которую мы записали вместе в лос-анджелесской студии, куда он прилетел специально, чтобы принять участие в записи альбома. Я очень горд этим, потому что Роджер Мирет для меня является крёстным отцом нью-йоркского хардкора».
О процессе написания песен и записи нового альбома Cavalera Conspiracy Макс сказал: «Я написал много чего и отправил это в Бразилию брату на компакт-диске, чтобы он мог ознакомиться с песнями к тому времени, как я уже был в студии. И я принёс с собой ещё один компакт-диск, на котором были более новые песни, которые я только что написал. Всё остальное мы делали в студии вместе. Я высказал ему идею о создании очень напряжённого альбома, в котором некоторые песни будут только полторы минуты. Идея была классной, брату очень понравилась — и с этого момента альбом просто рос песня за песней, каждый день прибавлялось по новой песне». Запись нового альбома заняла всего три дня.

## Список композиций
| №                   | Название                                                   | Длительность |
| ------------------- | ---------------------------------------------------------- | ------------ |
| 1.                  | «Warlord»                                                  | 3:05         |
| 2.                  | «Torture»                                                  | 1:51         |
| 3.                  | «Lynch Mob» (при участии Роджера Мирета из Agnostic Front) | 2:31         |
| 4.                  | «Killing Inside»                                           | 3:28         |
| 5.                  | «Thrasher»                                                 | 2:49         |
| 6.                  | «I Speak Hate»                                             | 3:10         |
| 7.                  | «Target»                                                   | 2:36         |
| 8.                  | «Genghis Khan»                                             | 4:23         |
| 9.                  | «Burn Waco»                                                | 2:52         |
| 10.                 | «Rasputin»                                                 | 3:22         |
| 11.                 | «Blunt Force Trauma»                                       | 3:58         |
| Общая длительность: | Общая длительность:                                        | 34:05        |

| №                   | Название                                 | Длительность |
| ------------------- | ---------------------------------------- | ------------ |
| 12.                 | «Psychosomatic»                          | 3:09         |
| 13.                 | «Jihad Joe»                              | 3:31         |
| 14.                 | «Electric Funeral» (Black Sabbath cover) | 5:41         |
| Общая длительность: | Общая длительность:                      | 46:26        |

| №                   | Название                      | Длительность |
| ------------------- | ----------------------------- | ------------ |
| 15.                 | «Six Pack» (Black Flag cover) | 1:51         |
| Общая длительность: | Общая длительность:           | 48:17        |

| №   | Название                                                                  | Длительность |
| --- | ------------------------------------------------------------------------- | ------------ |
| 1.  | «Inflikted»                                                               |              |
| 2.  | «Sanctuary»                                                               |              |
| 3.  | «Territory» (Sepultura cover)                                             |              |
| 4.  | «Terrorize»                                                               |              |
| 5.  | «The Doom of All Fires»                                                   |              |
| 6.  | «Inner Self/Nevertrust» (Sepultura cover/original song)                   |              |
| 7.  | «Arise/Dead Embryonic Cells» (Sepultura cover)                            |              |
| 8.  | «Desperate Cry/Propaganda» (Sepultura cover)                              |              |
| 9.  | «Wasting Away» (Nailbomb cover)                                           |              |
| 10. | «Black Ark» (при участии Ричи Кавалера Incite)                            |              |
| 11. | «Holiday in Cambodia/Biotech Is Godzilla» (Dead Kennedys/Sepultura cover) |              |
| 12. | «Hearts of Darkness»                                                      |              |
| 13. | «Refuse/Resist» (Sepultura cover)                                         |              |
| 14. | «Troops of Doom» (при участии Игора Кавалеры)                             |              |
| 15. | «Must Kill»                                                               |              |
| 16. | «Roots Bloody Roots» (Sepultura cover)                                    |              |
| 17. | «Sanctuary» (music video)                                                 |              |

## Участники записи
- Макс Кавалера — вокал, ритм-гитара
- Игорь Кавалера — ударные
- Марк Риццо — соло-гитара
- Джонни Чоу — бас-гитара